# 西山十戾
西山十戾，或稱為「西山十怪」，是清末民初老北京人之間所流傳的民间神话，其內容是：
在北京西山有十隻動物，他們修得千年道行之後就投胎轉世成為清朝開國到滅亡時的十位重要人物。他們分別是：
- 多爾袞（熊）
- 洪承疇（獾）
- 吳三桂（鹗）
- 和珅（狼）
- 海蘭察（驢）
- 年羹堯（豬）
- 曾國藩（蟒）
- 張之洞（猴）
- 西太后（狐）
- 袁世凱（蛤蟆）